# Viktor Kaplan

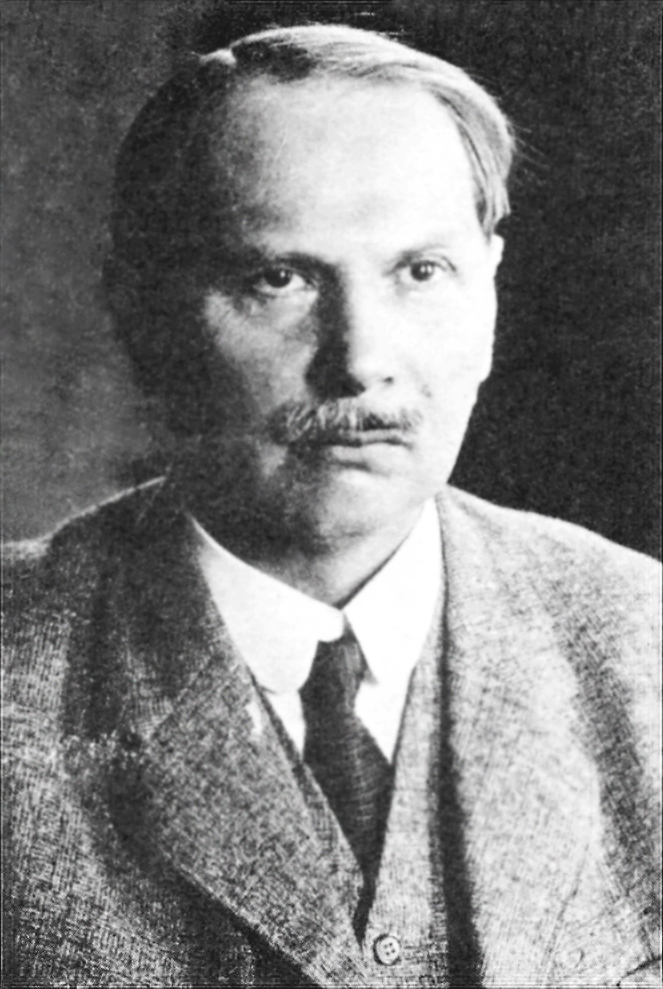
Viktor Kaplan

Viktor Kaplan (* 27. November 1876 in Mürzzuschlag, Steiermark; † 23. August 1934 in Unterach am Attersee) war ein österreichischer Ingenieur. Er ist der Erfinder der nach ihm benannten Kaplan-Turbine.

## Leben
Kaplan war drittes Kind in der Familie eines Eisenbahnbeamten. Sein Bruder Karl wurde 1871 in Agram und seine Schwester Anna Luise 1873 in Lekenik in Kroatien geboren. Anna Luise starb bald nach der Geburt. Die Volksschule besuchte Kaplan in Neuberg an der Mürz, die Realschule in Hetzendorf bei Wien und die Wiedner Oberrealschule in der Waltergasse Nr. 7. Als Kind und Jugendlicher zeigte er auffällige technische Begabung, baute unter anderem einen Fotoapparat mit Entfernungseinstellung aus einer Schuhschachtel und eine Dampfmaschine auf der Basis einer Kakaodose.
Nach Ablegung der Maturitätsprüfung am 10. Juli 1895 studierte Kaplan an der Technischen Hochschule Wien von 1895 bis 1900 Maschinenbau. Nach Abschluss seines Studiums mit der 2. Staatsprüfung am 15. Juni 1900 leistete Kaplan als Einjährig-Freiwilliger und sogenannter Maschinenbau-Eleve seinen Militärdienst bei der k.u.k. Kriegsmarine in Pola auf der Halbinsel Istrien im damaligen Küstenland, heute zu Kroatien gehörig.
Seine erste Anstellung nahm Kaplan als Konstrukteur am 25. Oktober 1901 in der Leobersdorfer Maschinenfabrik, die zur Budapester Firma Ganz & Co gehörte. Dort hatte er die Idee eines verbesserten Verbrennungsmotors mit einem um 23 Prozent höheren Wirkungsgrad. Da er diesen Motor ohne Absprache mit seinem Chef am 16. März 1903 in einer Versammlung des Österreichischen Ingenieur- und Architekten-Vereins in Wien vorstellte, erhielt er die Kündigung, die wieder zurückgezogen wurde.
Er bekam danach die Stelle eines Konstrukteurs an der Deutschen Technischen Hochschule Brünn und trat dort am 31. Oktober 1903 seinen Dienst an der Lehrkanzel für Maschinenlehre und Maschinenbau bei Alfred Musil an. Dieser war der Vater von Robert Musil, der vor seiner Schriftstellerkarriere ebenfalls das Maschinenbaustudium in Brünn absolviert hatte.
Mit Brünn verband Kaplan drei Jahrzehnte seines Lebens. Hier entstanden praktisch alle seine Erfindungen. 1909 habilitierte sich Kaplan, und am 18. September desselben Jahres heiratete er die gebürtige Wienerin Margarete Strasser, mit der er die Töchter Gertraud und Margarete hatte. 1913 wurde er Leiter des Instituts für Theorie und Bau von Wasserturbinen, 1918 erhielt er die ordentliche Professur.
Viktor Kaplans Persönlichkeit wird als urwüchsig, naturliebend und humorvoll beschrieben. Wo es aber um seine Turbinen ging, habe Kaplan alles andere vergessen: so sei er einmal kurz vor einem Festvortrag im Frack noch kurz ins Labor zu einer Versuchsturbine geeilt, habe begonnen, diese zu regulieren und sei daraufhin triefend nass in den Festsaal geholt worden.
Im Februar 1922 erkrankte Kaplan schwer. Im Jahre 1926 wurde ihm das Ehrendoktorat der Technischen Hochschule Prag verliehen. 1931 ließ er sich nach einer schweren Kopfgrippe pensionieren. Darauf zog sich Kaplan auf seinen 1920 erworbenen Landsitz Rochuspoint in Unterach zurück, wo er am 23. August 1934 an einem Schlaganfall verstarb. Seine letzte Ruhe fand Viktor Kaplan in der Rochuspointer Familiengruft.
Kaplan war Ehrenmitglied der Deutschen Lesehalle an der Technischen Hochschule Wien.

## Kaplan-Turbine

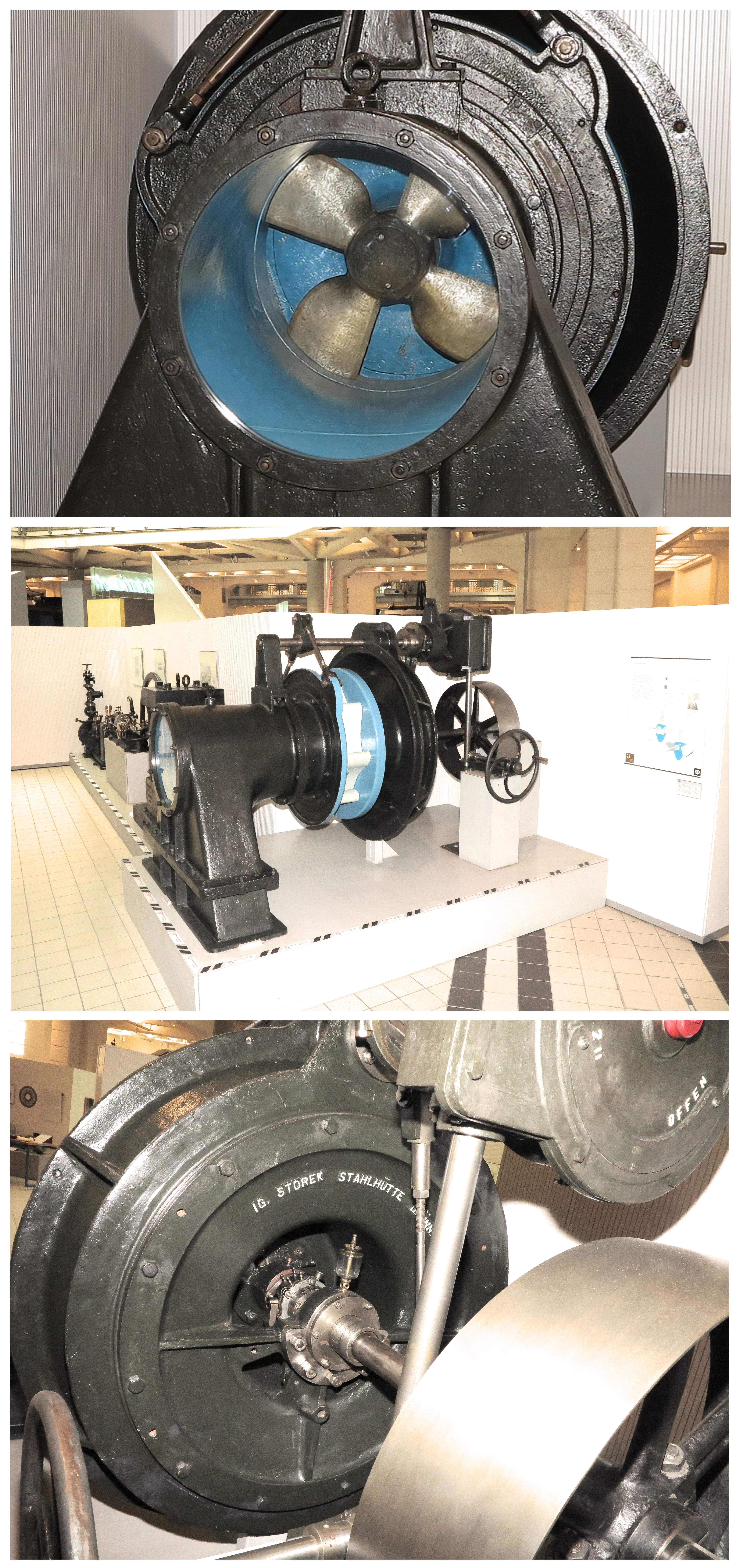
Kaplan-Turbine in drei Ansichten (Technisches Museum Wien)

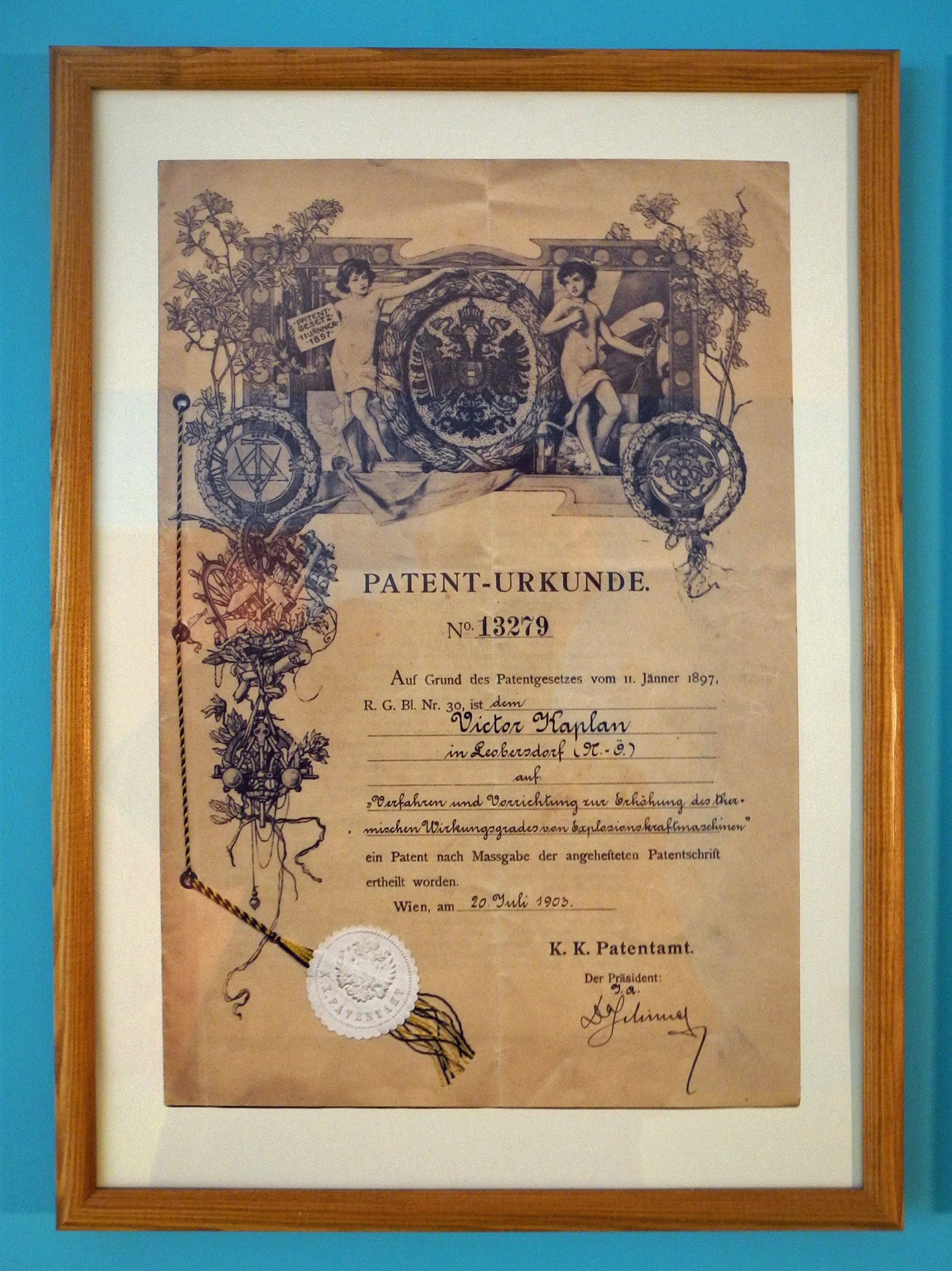
Patentschrift von Victor Kaplan (1903)

Kaplans lebenslanges Hauptinteresse galt den Wasserturbinen und der energetischen Nutzung von Wasserkraft. Seine Erfindung der Wasserturbine mit – typisch: 4 – einstellbaren Laufschaufeln, die für Flüsse mit großen Wassermengen und geringen bis mittleren Gefällen bestimmt ist, geht auf das Jahr 1912 zurück. Kaplan arbeitete bereits seit 1910 an der Turbine, als ihm Heinrich Storek, der damalige Chef der Gießerei und Maschinenfabrik Ignaz Storek für seine Forschungen ein bescheidenes Labor im Kellergeschoß der Technischen Hochschule einrichten ließ.
Kaplans Erfindung fand zunächst Ablehnung seitens der etablierten Turbinenfabriken. In den Jahren 1912 bis 1913 meldete Kaplan vier seiner Haupterfindungen nacheinander zum Patent an:
- das Leitrad für Turbinen mit primär axial angeströmtem Laufrad; 28. Dezember 1912: ÖP Nr. 74388
- einstellbare Ausführung der Laufschaufeln; 7. August 1913: ÖP Nr. 74244
- die Gestaltung des schaufellosen Raums zwischen dem Leit- und Laufrad
- die kammerlose Ausführung der Laufschaufeln

Später kam noch das Kaplansche Saugrohr hinzu.
Seine Erfindungen wurden den weltgrößten Turbinenherstellern und der Öffentlichkeit 1917 im Rahmen seines Vortrages im Österreichischen Ingenieur- und Architektenverband vorgestellt. Der praktischen Umsetzung der Ergebnisse seiner Forschungsarbeit standen der Wettbewerb und Widerstand seitens deutscher und schweizerischer Firmen im Wege, deren Produktionsprogramm sich auf Francis-Turbinen stützte. Darüber hinaus wurde die Realisierung durch Patentstreite verzögert. Neben den bürokratischen Verzögerungen wurde seine Arbeit auch vom Beginn des Ersten Weltkrieges im Jahre 1914 beeinträchtigt.
Die erste Kaplanturbine der Welt, mit einem Durchmesser von 60 cm, und einer Leistung 26 kW, wurde 1918 durch die Fa. Storek in Brünn gebaut und 1919 in der Börtel- und Strickgarnfabrik in Velm (Niederösterreich) in Betrieb genommen. Diese erste Turbine wurde bis 1955 genutzt und steht heute im Technischen Museum Wien. Erst mit der Realisierung einer Kaplan-Turbine von 5,7 m Laufdurchmesser für das schwedische Großkraftwerk Lilla Edet begann aber die eigentliche weltweite Durchsetzung der neuen Erfindung.
Zurzeit sind weltweit Tausende von Kaplan-Turbinen im Einsatz. Der Anteil der Kaplanturbine an der weltweiten Wasserkrafterzeugung beträgt nach einer Schätzung derzeit maximal zehn Prozent. (Bei mittleren Gefällen (Höhendifferenzen) werden Francis-, bei großen Gefällen Pelton-Turbinen verwendet.)

### Entdeckung und Erforschung der Kavitation
Durch die höheren Drehzahlen und somit höhere Schaufelbelastungen trat das Kavitationsphänomen, eine Hohlraumbildung in Unterdruckzonen der Turbine, welche zu schlagenden Geräuschen sowie Korrosionen an Laufschaufeln, Laufradkammer und Saugrohr führten, an der Kaplanturbine deutlich hervor. Die erste Hiobsbotschaft kam 1922 über eine Turbinenanlage in Görz, fast gleichzeitig eine weitere aus Iserthal. Von insgesamt 40 Turbinen, die Storek bis 1922 geliefert hatte, waren 10 von Kavitationserscheinungen betroffen. Der schon erkrankte Viktor Kaplan war verzweifelt und machte den Vorschlag, verschiedene Laufschaufeln zu fertigen und auszuprobieren, wozu man aber viel zu lange gebraucht hätte. Weder Prof. Kaplan noch die Professoren Jaroslav Hybl von der Tschechischen Technischen Hochschule in Prag und Leopold Grimm von der Tschechischen Technischen Hochschule in Brünn fanden eine Erklärung. Man dachte an alles Mögliche: Sand, Säure, ein unpassendes Leitrad, ohne jedoch das wahre Problem zu erkennen. Doch einer kam der Lösung des Problems näher: Ingenieur Gustav Oplusstil, ein Hydrauliker der Fa. Storek, war Absolvent der Deutschen Technischen Hochschule in Brünn und ehemaliger Fregattenleutnant der k.u.k. Kriegsmarine, der vor dem Krieg auf der Whitehead-Werft in Fiume (heute Rijeka) praktiziert hatte. Die zerfressenen Turbinenschaufeln und faustgroßen Löcher in den Saugrohren erinnerten ihn an ähnliche Erscheinungen bei den Antriebspropellern der schnell laufenden Zerstörer der Kriegsflotte. Man wusste vom Schiffsbau, dass es sich um „Cavitationen“ handelte, ohne jedoch über die genauen Ursachen dieses Problems näher informiert zu sein. Das Versagen der Kaplanturbinen hatte sich schon herumgesprochen und es musste daher schnellstens gehandelt werden, um eine Katastrophe zu verhindern. Bei Storek baute man umgehend eine kleine Versuchsturbine, die neben der Anlage in Iserthal eingebaut wurde, um den Vermutungen Oplusstils nachzugehen. Tatsächlich konnte man daraus Maßnahmen ableiten, die zur Behebung des Problems führten. Oplusstil konnte die Gesetzmäßigkeiten der Kavitation erkennen und Laufräder entwickeln, die keine Kavitation aufwiesen, wenn sie richtig eingebaut wurden. Doch nicht nur Storek, sondern auch die Konzernfirmen untersuchten in ihren Laboratorien die Kavitationsprobleme wie z. B. die schwedische Lizenzfirma Karstads Mekanista Verkstad in Kristineham, die ein eigenes Kavitationslaboratorium einrichtete. Jaroslav Slavik, der exzellente Assistent Kaplans, schreibt rückblickend 1931 über diesen aufregenden Zeitabschnitt:

„Es muss wahrheitsgemäß festgestellt werden, dass die Firma Ignaz Storek in Brünn, durch ihre kühne Pionierarbeit bei Einführung der Kaplanturbine in die Praxis […] die heißen Kastanien aus dem Feuer holte.“

Viktor Kaplan stellte 1931 rückblickend fest:

„Dank der unermüdlichen Untersuchungen in den einzelnen Kavitations-Laboratorien, konnte die Ursache dieser rätselhaften Kavitationserscheinungen doch ergründet werden. […] Auch die Firma Storek hat in dieser Hinsicht Großes geleistet.“

## Werke

Bau rationeller Francisturbinenlaufräder

- Bau rationeller Francisturbinen-Laufräder und deren Schaufelformen für Schnell-, Normal- und Langsam-Läufer, München und Berlin, 1908
- Einrichtung und Versuchsergebnisse des Turbinenlaboratoriums an der Deutschen Technischen Hochschule in Brünn, Zeitschrift des Österreichischen Ingenieur- und Architekten-Vereins, Wien, 1912
- Wie die Kaplanturbine erstand, Wasserkraft-Jahrbuch 1925/26
- Theorie und Bau von Turbinen-Schnellläufern, in Zusammenarbeit mit Professor Alfred Lechner, München und Berlin, 1931 (2. Auflage)

## Ehrungen
- 1926: Ehrendoktor der Deutschen Technischen Hochschule Prag
- 1930: Goldene Medaille des Österreichischen Ingenieur- und Architekten-Vereins
- 1934: Ehrendoktor der Deutschen Technischen Hochschule Brünn

### Denkmäler
Kaplan hat zahlreiche Würdigungen erfahren:
- Gedenktafel im Bundesrealgymnasium Waltergasse in Wien IV.
- Mausoleum – Letzte Ruhestätte auf dem Landsitz Rochuspoint, Unterach am Attersee
- Kaplandenkmal – Freizeitgelände, Unterach am Attersee
- Kaplandenkmal in Velm (Gemeinde Himberg), NÖ
- Kaplan-Themenweg, Unterach am Attersee
- Büste vor der Elektrotechnischen Fakultät der Technischen Universität in Brünn
- Büste in der Aula des Hauptgebäudes der TU-Wien
- Büste in der Steirischen Ehrengalerie im Burghof 2 der Grazer Burg
- Büste im Technischen Museum Wien (derzeit nicht aufgestellt)
- Gedenktafel bei der Firma Storek (heute Šmeral) in Brünn
- Gedenktafel am Bahnhofsgebäude in Mürzzuschlag
- Kaplandenkmal, Volks- und Hauptschule Neuberg an der Mürz
- Kaplandenkmal, Volksschule Hönigsberg

Weiters sind rund 70 Plätze, Straßen, Gassen und Wege in Österreich und eine Straße in Brünn (Tschechien) nach Viktor Kaplan benannt.
Auch tschechische Münzen und österreichische Briefmarken wurden Viktor Kaplan gewidmet. Auf der 1000 Schilling-Banknote aus dem Jahr 1961 ist Kaplan abgebildet.
Die Volksschule Viktor Kaplan Graz befindet sich unweit des Turbinenherstellers Andritz AG.